# گایلد
گایلد (به آلمانی: Gielde) یک منطقهٔ مسکونی در آلمان است که در شلادن-ورلا واقع شده‌است. گایلد ۷۹۲ نفر جمعیت دارد.